# شهرستان شینچانگ
شهرستان شینچانگ (به لاتین: Xinchang County) یک شهرستان‌های جمهوری خلق چین در چین است که در شاوشینگ واقع شده‌است.